# Dr. G – Beruf: Gerichtsmedizinerin
In der Dokumentationsserie  Dr. G – Beruf: Gerichtsmedizinerin erzählt Dr. Jan Carla Garavaglia, genannt Dr. G., aus ihrem Alltag als Gerichtsmedizinerin in  Orange County (Florida) und berichtet die ungewöhnlichsten Fälle bei ihrer Arbeit als medical examiner.

## Inhalt
Der geschilderte Einzelfall beginnt immer mit dem Eintreffen des Opfers in der Pathologie und der Anzeige des (geänderten) Namens, des Alters des Verstorbenen und der Fallnummer. Jeder Un(glücks-)fall wird zunächst durch Schauspieler nachgestellt und ggf. durch Polizisten und Sanitätern dem Zuschauer nacherzählt. Es folgt die reale Autopsie durch Dr. G im Leichenschauhaus. Einige Szenen wurden dafür nachgestellt, explizitere Darstellungen zudem unkenntlich gemacht, um die Privatsphäre der Angehörigen zu schützen.
Die tödlichen Verletzungen, Krankheiten und deren Ursache und Folgen für das Opfer sowie die Vorgehensweise bei einer Obduktion werden von Dr. G oder anderen Ärzten dem Zuschauer detailliert, anhand von Fotos, Röntgenbildern, Animationen und ähnliches dargestellt. Daneben erläutert sie die medizinischen Fachbegriffe dem Zuschauer. Der Fall endet mit dem Autopsie-Bericht.

## Ausstrahlung
Die Erstausstrahlung in englischer Sprache erfolgte im Juli 2004 beim Sender OWN U.S. In Deutschland lief die Serie erstmals beim Sender RTL II im Jahre 2006. Weitere Ausstrahlungen liefen in den Jahren 2006 bis 2015 bei  RTL Crime, Discovery Channel und aktuell bei Sat1 Gold. Auch in Belgien, Griechenland und anderen europäischen Ländern wurde bzw. wird die Serie ausgestrahlt.

## Besonderheit
Am Anfang einer jeder Folge kommt immer folgendes Zitat: Tragische Schicksale, verblüffende Geheimnisse der Gerichtsmedizin, schockierende Enthüllungen, das ist der Alltag von Dr. G....